# 1-butaanthiol
1-butaanthiol of n-butylmercaptaan (IUPAC: butaan-1-thiol) is een organische verbinding met als brutoformule C4H10S. De zuivere stof komt voor als een vluchtige, heldere, licht ontvlambare vloeistof met een zeer sterke afstotende zwavelgeur, die gelijkt op de geur die stinkdieren ter verdediging verspreiden. De vloeistof die de stinkdieren afscheiden bestaat voor een groot deel uit chemisch gelijkaardige verbindingen.
1-butaanthiol is een thiol en bijgevolg het zwavelanaloog van 1-butanol.

## Toepassingen
1-butaanthiol wordt aan aardgas toegevoegd als waarschuwingsstof. In Nederland en enkele andere landen wordt echter tetrahydrothiofeen gebruikt. Het is een tussenproduct bij de synthese van landbouwchemicaliën, herbiciden en ontbladeringsmiddelen.
1-butaanthiol wordt gebruikt in de polymeerindustrie voor de productie van polymerisatiekatalysatoren en voor additieven voor synthetische rubbers en kunststoffen. Het wordt ook aangewend als industrieel oplosmiddel.

## Toxicologie en veiligheid
1-butaanthiol is licht ontvlambaar. De damp is zwaarder dan lucht en kan op afstand ontstoken worden. De stof reageert heftig met sterk oxiderende stoffen, zoals salpeterzuur.
1-butaanthiol is vluchtig en irriterend voor de ogen, de huid en de luchtwegen. Ze kan effecten hebben op de schildklier. Bij blootstelling aan hoge concentraties kunnen er effecten op het zenuwstelsel optreden, met als gevolg verminderd bewustzijn, duizeligheid, en bij lange blootstelling bewusteloosheid en zelfs coma.
De geurdrempel van 1-butaanthiol is zo laag, dat men de stof reeds waarneemt bij een concentratie die lager ligt dan de blootstellingsgrens. In de Verenigde Staten is de drempelwaarde voor blootstelling aan butaanthiol 0,5 ppm (1,8 mg/m3) als tijdgewogen gemiddelde. De geurdrempel ligt tussen 1 en 48 ppb.